# Mistrovství světa v klasickém lyžování 2023
Mistrovství světa v klasickém lyžování 2023 se koná ve slovinské Planici od 21. února do 5. března 2023.

## Výsledky

### Běh na lyžích

#### Muži
| Soutěž                          | Zlato                                                                               | Zlato     | Stříbro                                                              | Stříbro   | Bronz                                                              | Bronz     |
| sprint podrobnosti              | Johannes Høsflot Klæbo Norsko                                                       | 2:56,07   | Pål Golberg Norsko                                                   | 2:58,29   | Jules Chappaz Francie                                              | 2:58,31   |
| 30 km skiatlon podrobnosti      | Simen Hegstad Krüger Norsko                                                         | 1:09:40,3 | Johannes Høsflot Klæbo Norsko                                        | 1:09:52,5 | Sjur Røthe Norsko                                                  | 1:09:54,4 |
| sprint dvojic podrobnosti       | Pål Golberg Johannes Høsflot Klæbo Norsko                                           | 17:28,14  | Francesco De Fabiani Federico Pellegrino Itálie                      | 17:30,62  | Renaud Jay Richard Jouve Francie                                   | 17:44,62  |
| 15 km volně podrobnosti         | Simen Hegstad Krüger Norsko                                                         | 32:17,4   | Harald Østberg Amundsen Norsko                                       | 32:22,7   | Hans Christer Holund Norsko                                        | 32:42,0   |
| 4 × 10 km štafeta podrobnosti   | Norsko Hans Christer Holund Pål Golberg Simen Hegstad Krüger Johannes Høsflot Klæbo | 1:32:54,7 | Finsko Ristomatti Hakola Iivo Niskanen Perttu Hyvärinen Niko Anttola | 1:33:41,6 | Německo Albert Kuchler Janosch Brugger Jonas Dobler Friedrich Moch | 1:33:54,5 |
| 50 km klasicky (hromadný start) | Pål Golberg Norsko                                                                  | 2:01:30,2 | Johannes Høsflot Klæbo Norsko                                        | 2:01:31,2 | William Poromaa Švédsko                                            | 2:01:31,4 |

#### Ženy
| Soutěž                                      | Zlato                                                                                                | Zlato     | Stříbro                                                                   | Stříbro   | Bronz                                                                       | Bronz     |
| sprint podrobnosti                          | Jonna Sundlingová Švédsko                                                                            | 3:21,67   | Emma Ribomová Švédsko                                                     | 3:22,54   | Maja Dahlqvistová Švédsko                                                   | 3:26,12   |
| 15 km skiatlon podrobnosti                  | Ebba Anderssonová Švédsko                                                                            | 38:11,8   | Frida Karlssonová Švédsko                                                 | 38:33,8   | Astrid Øyre Slindová Norsko                                                 | 38:59,8   |
| sprint dvojic podrobnosti                   | Emma Ribomová Jonna Sundlingová Švédsko                                                              | 19:40,73  | Anne Kjersti Kalvåová Tiril Udnes Wengová Norsko                          | 19:43,15  | Jessica Digginsová Julia Kernová USA                                        | 19:46,06  |
| 10 km volně podrobnosti                     | Jessica Digginsová USA                                                                               | 23:40,8   | Frida Karlssonová Švédsko                                                 | 23:54,8   | Ebba Anderssonová Švédsko                                                   | 24:00,3   |
| 4 × 5 km štafeta podrobnosti                | Norsko Tiril Udnes Wengová Astrid Øyre Slindová Ingvild Flugstadová Østbergová Anne Kjersti Kalvåová | 50:33,3   | Německo Laura Gimmlerová Katharina Hennigová Pia Finková Victoria Carlová | 50:53,8   | Švédsko Emma Ribomová Ebba Anderssonová Frida Karlssonová Maja Dahlqvistová | 51:02,0   |
| 30 km klasicky (hromadný start) podrobnosti | Ebba Anderssonová Švédsko                                                                            | 1:22:18,0 | Anne Kjersti Kalvåová Norsko                                              | 1:23:11,0 | Frida Karlssonová Švédsko                                                   | 1:23:12,2 |

## Severská kombinace

#### Muži
| Soutěž                              | Zlato                                                                      | Zlato   | Stříbro                                                           | Stříbro | Bronz                                                                       | Bronz   |
| velký můstek / 10 km                | Jarl Magnus Riiber                                                         | 23:42,6 | Jens Lurås Oftebro                                                | 24:44,0 | Johannes Lamparter                                                          | 24:47,3 |
| střední můstek / 10 km              | Jarl Magnus Riiber                                                         | 24:36,3 | Julian Schmid                                                     | 24:55,7 | Franz-Josef Rehrl                                                           | 24:57,3 |
| družstvo: střední můstek / 4 × 5 km | Norsko Espen Andersen Jens Lurås Oftebro Jørgen Graabak Jarl Magnus Riiber | 47:20,4 | Německo Eric Frenzel Vinzenz Geiger Johannes Rydzek Julian Schmid | 47:29,4 | Rakousko Martin Fritz Lukas Greiderer Stefan Rettenegger Johannes Lamparter | 47:29,7 |

#### Ženy
| Soutěž                | Zlato                | Zlato   | Stříbro             | Stříbro | Bronz        | Bronz   |
| střední můstek / 5 km | Gyda Westvold Hansen | 14:27,1 | Nathalie Armbruster | 14:38,6 | Haruka Kasai | 14:42,8 |

## Skoky na lyžích

#### Muži
| Soutěž                    | Zlato                                                 | Zlato  | Stříbro                                                                                    | Stříbro | Bronz                                                            | Bronz  |
| střední můstek            | Piotr Żyła                                            | 261,8  | Andreas Wellinger                                                                          | 259,2   | Karl Geiger                                                      | 257,7  |
| velký můstek              | Timi Zajc                                             | 287,5  | Rjójú Kobajaši                                                                             | 276,8   | Dawid Kubacki                                                    | 276,2  |
| mužské týmy- velký můstek | Slovinsko Lovro Kos Žiga Jelar Timi Zajc Anže Lanišek | 1178,9 | Norsko Johann André Forfang Kristoffer Eriksen Sundal Marius Lindvik Halvor Egner Granerud | 1166,0  | Rakousko Daniel Tschofenig Michael Hayböck Jan Hörl Stefan Kraft | 1139,4 |

#### Ženy
| Soutěž                   | Zlato                                                                 | Zlato | Stříbro                                                                           | Stříbro | Bronz                                                                            | Bronz |
| družstvo: střední můstek | Německo Anna Rupprecht Luisa Görlich Selina Freitag Katharina Althaus | 843,8 | Rakousko Chiara Kreuzer Julia Mühlbacher Jacqueline Seifriedsberger Eva Pinkelnig | 831,1   | Norsko Maren Lundbyová Eirin Maria Kvandal Thea Minyan Bjørseth Anna Odine Strøm | 828,6 |
| střední můstek           | Katharina Althaus                                                     | 249,1 | Eva Pinkelnig                                                                     | 246,9   | Anna Odine Strøm                                                                 | 246,0 |
| velký můstek             | Alexandria Loutitt                                                    | 264,4 | Maren Lundbyová                                                                   | 254,0   | Katharina Althaus                                                                | 245,9 |

#### Smíšené týmy
| Soutěž                   | Zlato                                                                  | Zlato  | Stříbro                                                                                 | Stříbro | Bronz                                                    | Bronz  |
| družstvo: střední můstek | Německo Selina Freitag Karl Geiger Katharina Althaus Andreas Wellinger | 1017,2 | Norsko Anna Odine Strøm Johann André Forfang Thea Minyan Bjørseth Halvor Egner Granerud | 1004,5  | Slovinsko Nika Križnar Timi Zajc Ema Klinec Anže Lanišek | 1000,4 |

## Medailové pořadí zemí
| Pořadí           | Země             | Zlato | Stříbro | Bronz | Celkově |
| 1                | Norsko           | 12    | 10      | 5     | 27      |
| 2                | Švédsko          | 4     | 3       | 5     | 12      |
| 3                | Německo          | 3     | 6       | 3     | 12      |
| 4                | Slovinsko        | 2     | 0       | 1     | 3       |
| 5                | Polsko           | 1     | 0       | 1     | 2       |
| 5                | USA              | 1     | 0       | 1     | 2       |
| 6                | Kanada           | 1     | 0       | 0     | 1       |
| 7                | Rakousko         | 0     | 2       | 5     | 7       |
| 8                | Japonsko         | 0     | 1       | 1     | 2       |
| 9                | Finsko           | 0     | 1       | 0     | 1       |
| 10               | Itálie           | 0     | 1       | 0     | 1       |
| 11               | Francie          | 0     | 0       | 2     | 2       |
| Celkem (12 zemí) | Celkem (12 zemí) | 24    | 24      | 24    | 72      |